# Столичный (платформа)
Столи́чный (бел. Сталічны) — пассажирский остановочный пункт Минского отделения Белорусской железной дороги на линии Минск — Барановичи между остановочными пунктами Институт культуры и Курасовщина. Платформа расположена на Автодоровской улице в двух километрах от станции Минск-Пассажирский, сам остановочный пункт входит в состав грузовой станции Минск-Сортировочный.

## История
Остановочный пункт был возведён и открыт в 1951 году и получил название «Автодоровский» — по именованию ближайшей улицы к платформе. В 1975 году остановочный пункт был электрифицирован переменным током (~25 кВ) в составе участка Минск — Столбцы. Приблизительно в 1986 году остановочный пункт был переименован в «Больница», поскольку на Автодоровской улице располагался филиал 11-й клинической больницы города Минска (ранее — железнодорожная больница). С 2002 года остановочный пункт носит название «Столичный». В июле 2022 года на платформе был установлен терминал самообслуживания.

## Устройство станции
Остановочный пункт представляет собою две прямые платформы, одна — боковая, вторая — островная, между основными путями и служебными путями станции Минск-Сортировочный и локомотивного депо „Минск“ (ТЧ-1). Платформы имеют длину 230 метров и ширину около 3-х метров. Платформа в направлении центра города, соединена с основной платформой тремя наземными пешеходными переходами без светофоров и звуковой сигнализации, имеются предупреждающие плакаты. Железнодорожные пути с обеих сторон ограждены забором, на основной платформе в направлении станции Барановичи-Полесские расположен кассово-пассажирский павильон.

## Пассажирское сообщение
На платформе ежедневно останавливаются от 7 до 10 пар электропоездов региональных линий экономкласса (пригородные электрички) до станции Барановичи-Полесские и от 4 до 8 пар поездов до станции Столбцы, следующих с платформы Институт Культуры и станции Минск-Пассажирский. Время пути до остановочного пункта Институт культуры, являющегося конечным для региональных (пригородных) электропоездов составляет 5 минут.
Выход с платформ осуществляется только на улицу Автодоровская, через которую имеется выход на проспект Жукова, где расположена ближайшая к платформе остановка наземного пассажирского транспорта — „Невский переулок“ (бел. Неўскі завулак), на которой останавливаются автобусы № 84, 107 и 124. Городские автобусы следуют в Малиновку, Лошицу и Кунцевщину. Также примерно в 300 метрах расположен пешеходный мост на Вирскую и Брест-Литовскую улицу.